# Jawisari
Jawisari is een bestuurslaag in het regentschap Kendal van de provincie Midden-Java, Indonesië. Jawisari telt 947 inwoners (volkstelling 2010).